# Prepona
Prepona är ett släkte av fjärilar. Prepona ingår i familjen praktfjärilar.

## Bildgalleri

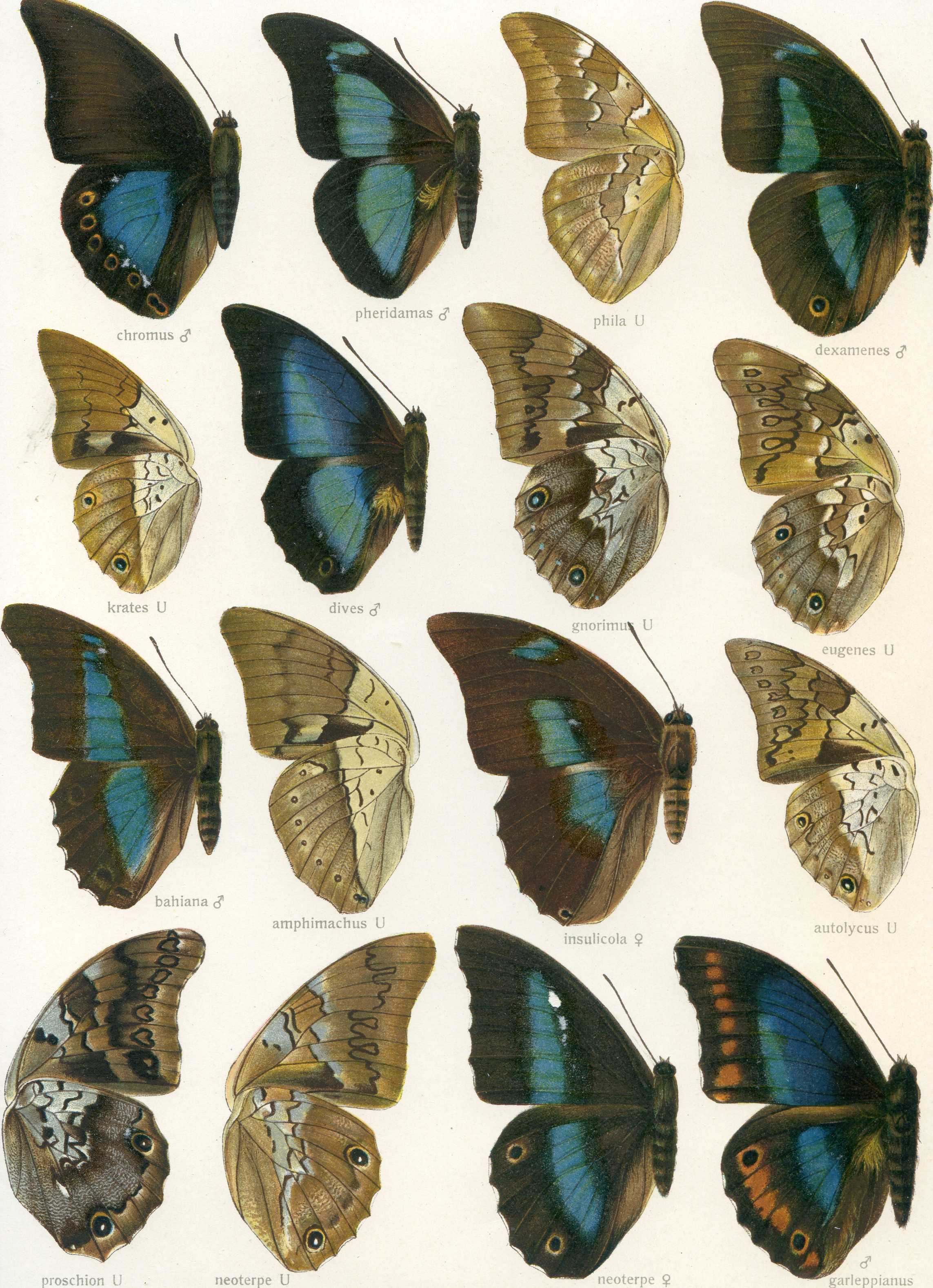
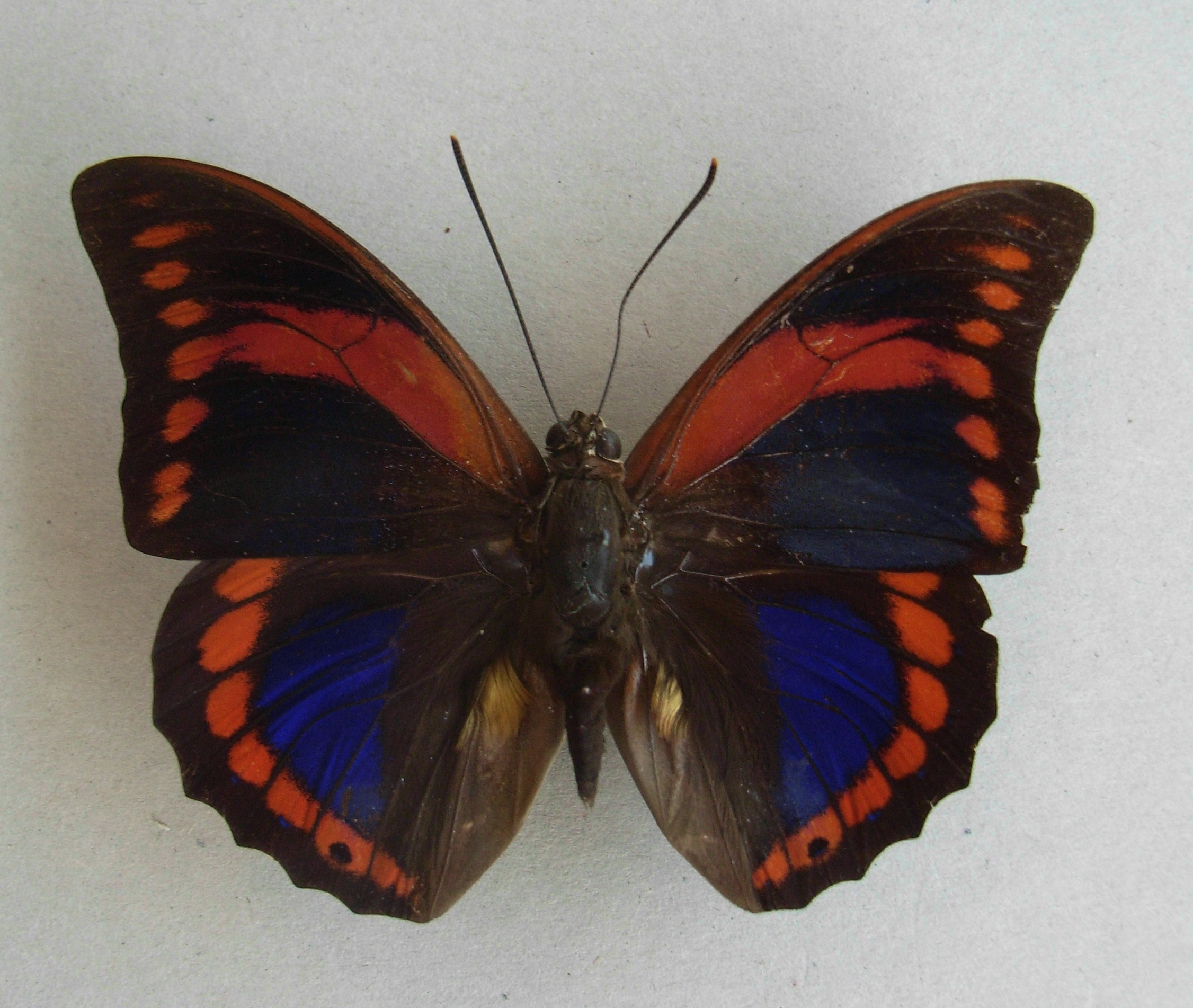
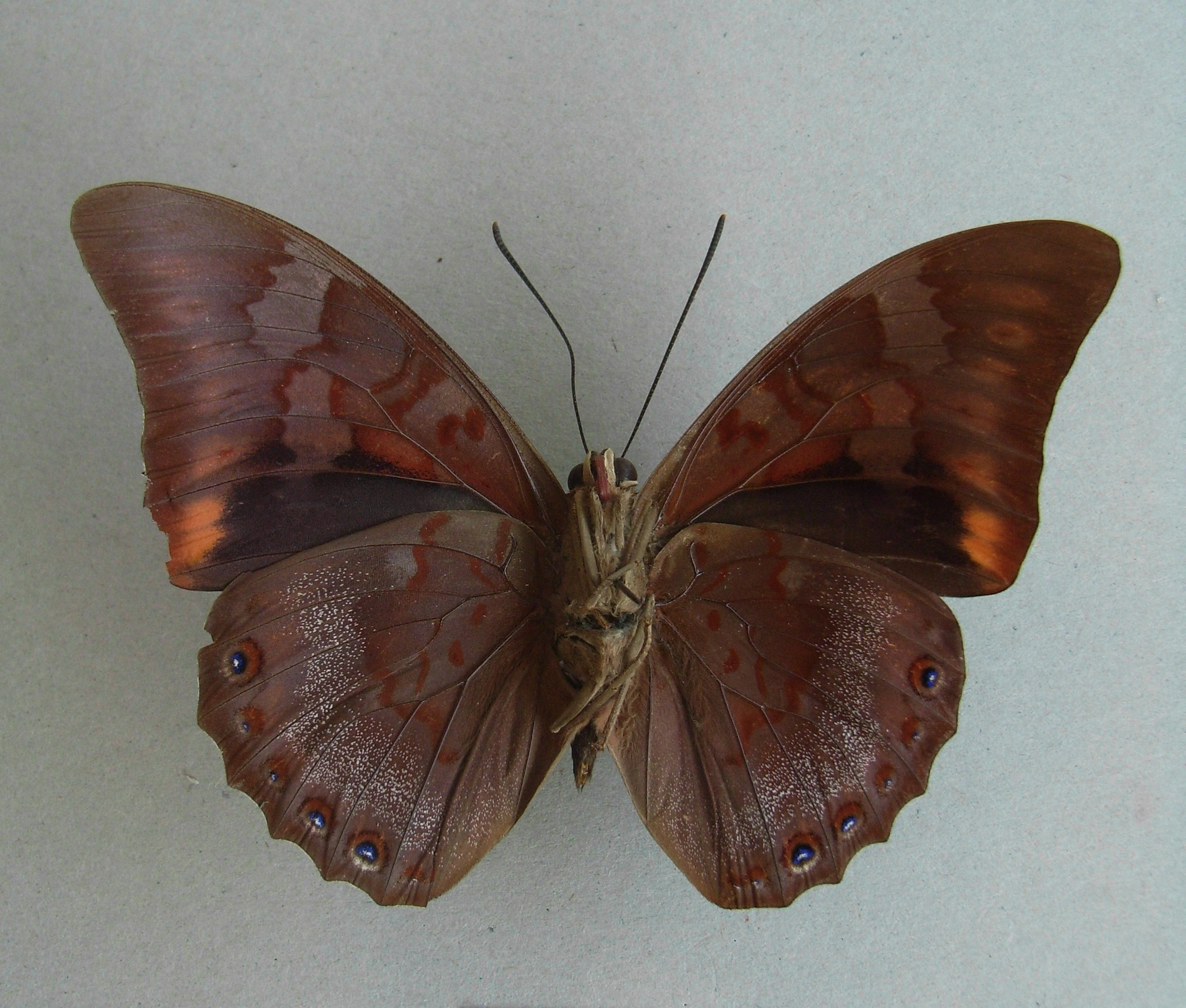
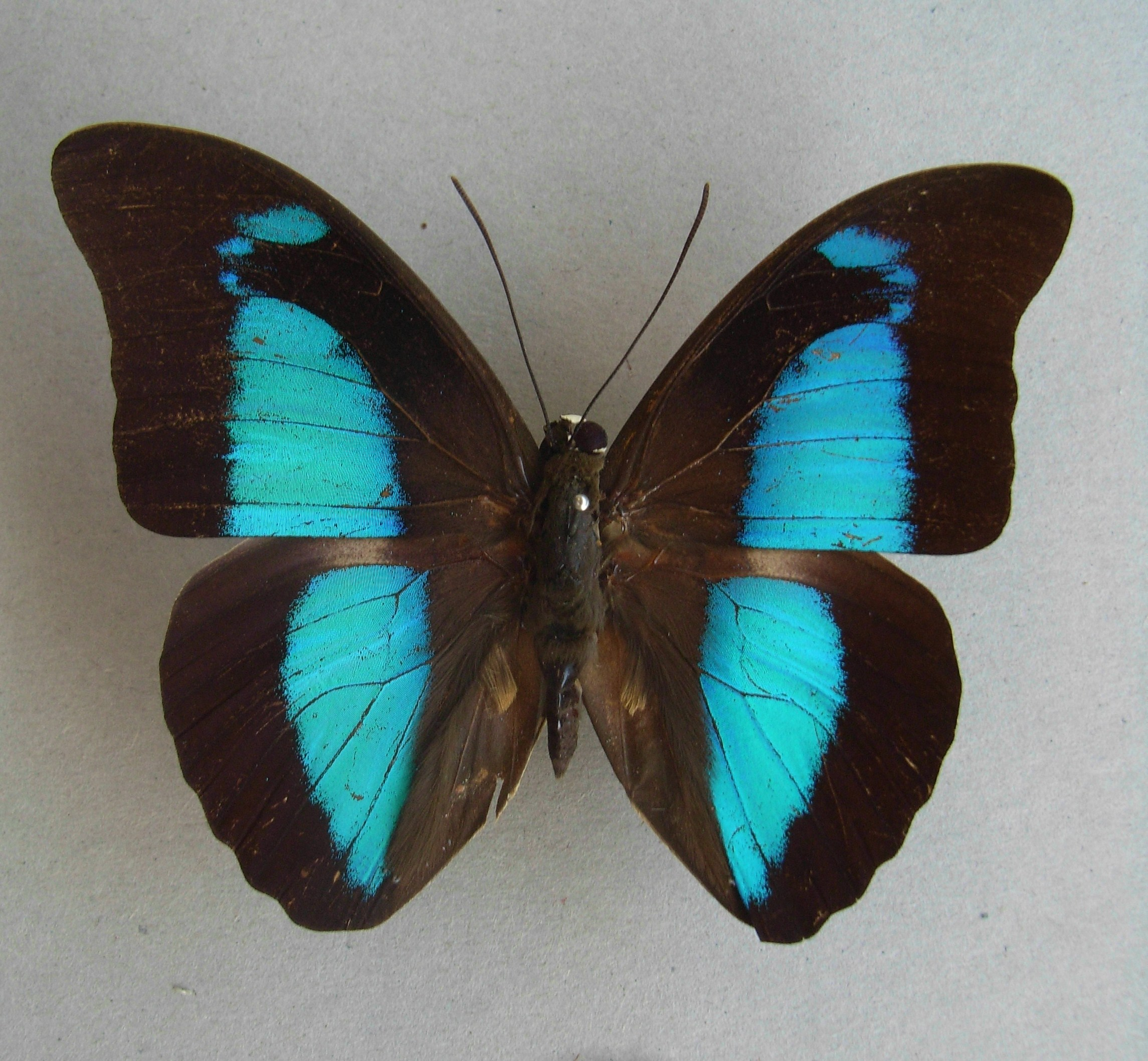
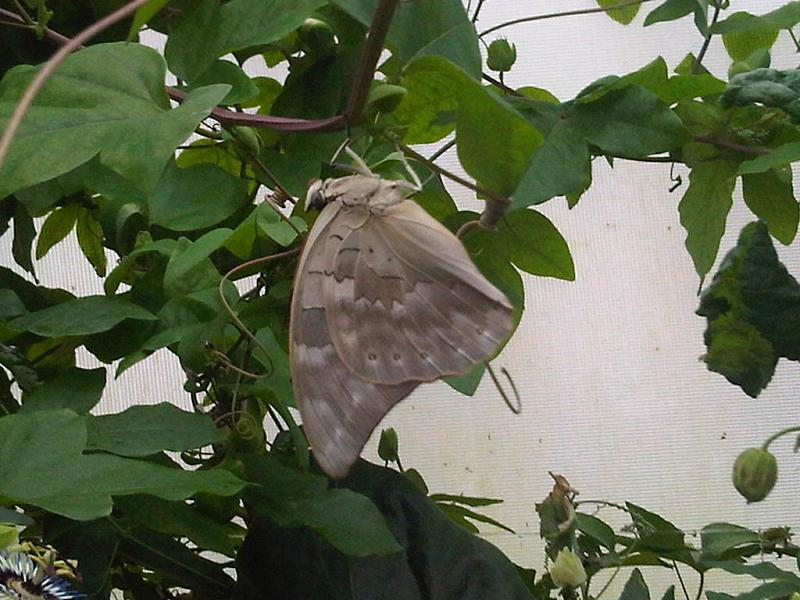
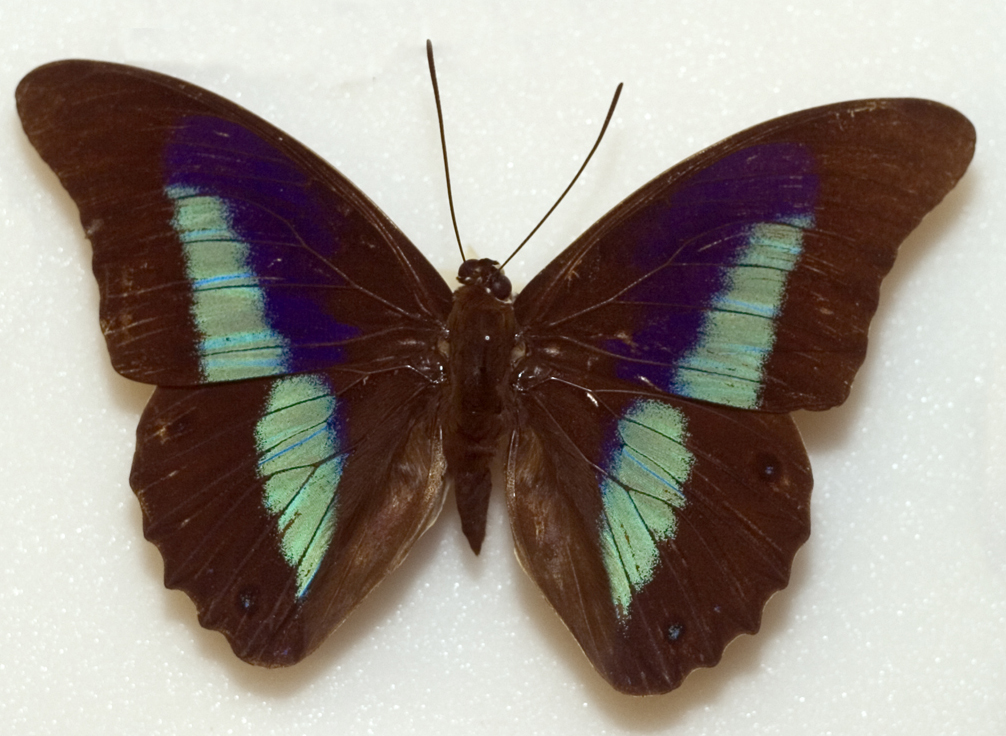

## Dottertaxa tillPrepona, i alfabetisk ordning[1]
- Prepona abrupta
- Prepona abulonia
- Prepona adunca
- Prepona aelia
- Prepona agathus
- Prepona aguacensis
- Prepona agyria
- Prepona aloisi
- Prepona amazonica
- Prepona ameinogenes
- Prepona amesia
- Prepona amphiktion
- Prepona amphimachus
- Prepona amphitoe
- Prepona andicola
- Prepona antikleia
- Prepona antimache
- Prepona apollinari
- Prepona argyria
- Prepona attalis
- Prepona autolycus
- Prepona bahiana
- Prepona blanci
- Prepona bouvieri
- Prepona brooksiana
- Prepona buckleyana
- Prepona buenavista
- Prepona camilla
- Prepona catachlora
- Prepona caucensis
- Prepona centralis
- Prepona chalciope
- Prepona chalcis
- Prepona charoniensis
- Prepona cincta
- Prepona circumviolacea
- Prepona confusa
- Prepona crassina
- Prepona cuyabensis
- Prepona decellei
- Prepona decorata
- Prepona deiphile
- Prepona delormei
- Prepona demodice
- Prepona demophaena
- Prepona demophile
- Prepona demophon
- Prepona demophoon
- Prepona devioletta
- Prepona dexamenus
- Prepona diaziana
- Prepona diluta
- Prepona dives
- Prepona domna
- Prepona draudti
- Prepona ecuadorica
- Prepona elevata
- Prepona eugenes
- Prepona extincta
- Prepona falcata
- Prepona favareli
- Prepona foucheri
- Prepona fouquerniei
- Prepona fruhstorferi
- Prepona garleppiana
- Prepona gnorima
- Prepona guaraunos
- Prepona guatemalensis
- Prepona guiensis
- Prepona gulina
- Prepona heringi
- Prepona homonyma
- Prepona hondurensis
- Prepona horracki
- Prepona ikarios
- Prepona ilmatar
- Prepona insulicola
- Prepona interrupta
- Prepona joiceyi
- Prepona jordani
- Prepona krates
- Prepona laertes
- Prepona laertides
- Prepona lesoudieri
- Prepona leuctra
- Prepona lichyi
- Prepona licomedes
- Prepona lilianae
- Prepona louisa
- Prepona luctuosus
- Prepona lyde
- Prepona lygia
- Prepona magina
- Prepona magos
- Prepona maroniensis
- Prepona marquei
- Prepona meander
- Prepona megabates
- Prepona megacles
- Prepona melas
- Prepona mendax
- Prepona metabus
- Prepona miranda
- Prepona montezumae
- Prepona moreaui
- Prepona muson
- Prepona naranjensis
- Prepona neoterpe
- Prepona nigerrima
- Prepona nigrescens
- Prepona nigrobasalis
- Prepona octavia
- Prepona oligotaenia
- Prepona olympica
- Prepona omphale
- Prepona orinocensis
- Prepona overlaeti
- Prepona pallantias
- Prepona pallidior
- Prepona pamanes
- Prepona pamenes
- Prepona panamensis
- Prepona paradisiaca
- Prepona paraensis
- Prepona pebana
- Prepona penelope
- Prepona phaedra
- Prepona pheridamas
- Prepona phila
- Prepona philetas
- Prepona philipponi
- Prepona phoebus
- Prepona photidia
- Prepona poleti
- Prepona praeneste
- Prepona praenestina
- Prepona privata
- Prepona proschion
- Prepona psacon
- Prepona pseudodives
- Prepona pseudojoiceyi
- Prepona pseudomeander
- Prepona pseudomphale
- Prepona pylene
- Prepona ramosorum
- Prepona reducta
- Prepona rhenea
- Prepona rothschildi
- Prepona rubrodiscalis
- Prepona saglioi
- Prepona santina
- Prepona sarumani
- Prepona schausi
- Prepona scyrus
- Prepona simois
- Prepona sinuosa
- Prepona sisyphe
- Prepona smithi
- Prepona soron
- Prepona sphacteria
- Prepona steinbachi
- Prepona subadunca
- Prepona subamesia
- Prepona subdives
- Prepona subomphale
- Prepona symaithus
- Prepona sysiphus
- Prepona talboti
- Prepona tapajona
- Prepona thalpius
- Prepona thebais
- Prepona transiens
- Prepona trinitensis
- Prepona tyrias
- Prepona ucayali
- Prepona venezuelensis
- Prepona werneri
- Prepona victrix
- Prepona violacea
- Prepona violaceapicalis
- Prepona violacelineata
- Prepona violaceoconjuncta
- Prepona violaceopunctata
- Prepona virago
- Prepona wucherpfennigi
- Prepona xenagoras
- Prepona xyniatus
- Prepona yahnas
- Prepona yanowskyi
- Prepona yurimaguas
- Prepona zoranthes